# A Jug of Love
| Recensione   | Giudizio   |
| ------------ | ---------- |
| AllMusic     | [ 1 ]      |
| Sputnikmusic | 3.0 (Good) |

A Jug of Love è il secondo album discografico dei Mighty Baby, pubblicato dall'etichetta discografica Blue Horizon nell'ottobre del 1971.

## Tracce
Lato A
Brani composti da: Ian Whiteman, Alan King, Roger Powell, Michael Evans e Martin Stone.
1. Jug of Love – 6:20
2. The Happiest Man in the Carnival – 7:09
3. Keep on Juggin' – 8:42

Lato B
Brani composti da: Ian Whiteman, Alan King, Roger Powell, Michael Evans e Martin Stone.
1. Virgin Spring – 9:20
2. Tasting the Life – 6:43
3. Slipstreams – 5:20

Edizione CD del 2006, pubblicato dalla Sunbeam Records (SBRCD5026)
Brani composti da: Ian Whiteman, Alan King, Roger Powell, Michael Evans e Martin Stone.
1. A Jug of Love – 6:22
2. The Happiest Man in the Carnival – 7:11
3. Keep on Jugging – 8:44
4. Virgin Spring – 9:25
5. Tasting the Life – 6:47
6. Slipstreams – 5:26
7. Devil's Whisper – 3:39 – Bonus Track - 45 Side A
8. Virgin Spring – 7:03 – Bonus Track - 45 Side B
9. Messages – 3:46 – Bonus Track - Previously Unreleased
10. Ancient Traveller – 3:49 – Bonus Track - Previously Unreleased

## Formazione
- Alan King - chitarra acustica, chitarra elettrica, chitarra ritmica, voce
- Martin Stone - chitarra acustica, chitarra elettrica solista, mandolino
- Ian Whiteman - piano, harmonium, organo elettrico, sassofono, flauto, voce
- Michael Evans - basso elettrico
- Roger Powell - batteria, congas

Ospiti
- Zahara - flauto (solo nel brano: The Happiest Man in the Carnival)
- Abd'al Kabir - percussioni (rattle) (solo nel brano: The Happiest Man in the Carnival)

Note aggiuntive
- Mighty Baby e Mike Vernon - produttori
- Guy Stevens - produttore (solo brani bonus CD: #9 e #10)
- Registrazioni effettuate nei mesi di luglio ed agosto 1971 al Sound Techniques di Londra, Inghilterra
- Gerry Boys - ingegnere delle registrazioni
- Peter Saunders - foto
- Farid Vafai-Alamdari - caligraph
- Ringraziamenti a: Mouse, Tony, Steve e a tutti quelli che erano presenti[7]